# ساینر (ویسکانسین)

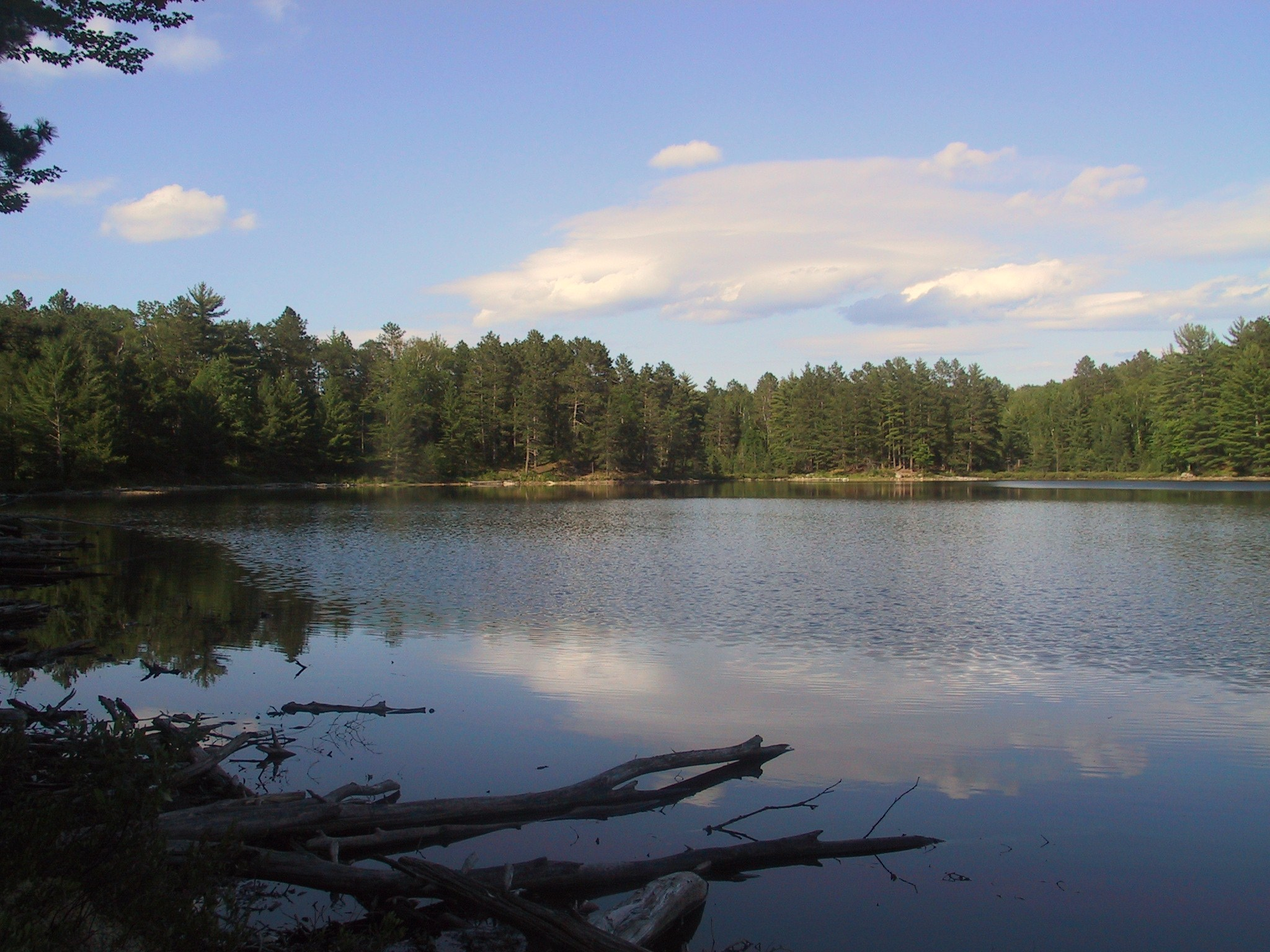
دریاچه فالیسون در نزدیکی ساینر

ساینر، ویسکانسین (انگلیسی: Sayner, Wisconsin)ساینر یک مکان تعیین شده برای سرشماری در شهر پلام لیک در شهرستان ویلاس ایالت ویسکانسین، ایالات متحده است. این مکان در تقاطع بزرگراه ۱۵۵ و در ۱۵ مایلی شمال غربی ایگل ریور واقع شده‌است. در سرشماری سال ۲۰۱۰، جمعیت آن ۲۰۷ نفر بود. ساینر دارای مساحتی معادل ۱٫۸۲۸ مایل مربع (۴٫۷۳ کیلومتر مربع) است. ۱٫۸۲۶ مایل مربع (۴٫۷۳ کیلومتر مربع) این مکان خاکی است و ۰٫۰۰۲ مایل مربع (۰٫۰۰۵۲ کیلومتر مربع) آن آب است.